# کوریچی
کوریچی (به صربی: Kurići) یک منطقهٔ مسکونی در صربستان است که در Raška واقع شده‌است. کوریچی ۱۰۸ نفر جمعیت دارد.